# Luis Taberner y Montalvo
Luis Taberner y Montalvo (Madrid, 1844-Madrid, 1900) fue un pintor español.

## Biografía
Pintor natural de Madrid, donde habría nacido el 25 de agosto de 1844, fue discípulo de la Escuela Especial de Pintura, Escultura y Grabado. Fueron de su mano obras como El propagandista, lienzo que presentó en la Exposición Nacional de 1871; Retrato del rey D. Alfonso XII, para México; los retratos de Emilio Arrieta, Francisco Asenjo Barbieri, Manuel Fernández Caballero y Eduardo Compta; el de Beethoven, para el editor Zozaya; el de Ramón Llorente Lázaro para el Ateneo científico y literario; algunos trabajos decorativos para el teatro de Madrid, otros para el teatrito de Enrique del Arco, doce tapices (imitaciones de Goya, pintados sobre lona) hechos para Adelardo López de Ayala; Un país regalado al Ateneo en 1879 para su rifa en favor de los afectados por las inundaciones de Murcia; dos lienzos de asunto religioso, para el oratorio de los condes de Casa-Sedano, y la pintura de unas orzas de Alcorcón, que figuraron en la Exposición de Horticultura de Madrid en 1881. Falleció en Madrid el 14 de febrero de 1900.